# Masurica
Masurica (cyr. Масурица) – wieś w Serbii, w okręgu pczyńskim, w gminie Surdulica. W 2011 roku liczyła 1223 mieszkańców.